# Claude Carlier (historien)
Pour les articles homonymes, voir Claude Carlier et Carlier.
Claude Carlier (né le 11 janvier 1944) est un historien français.

## Biographie
Docteur d'État ès lettres et sciences humaines et professeur d'histoire contemporaine à l'université de la Sorbonne[Laquelle ?], il est directeur du Centre d'histoire de l'aéronautique et de l'espace et le président de l'Institut d'histoire des conflits contemporains.

## Articles
- Présentation, dans Guerres mondiales et conflits contemporains 2003/1 (no 209)
- Ferdinand Ferber et l'aviation, dans Guerres mondiales et conflits contemporains 2003/1 (no 209)
- In memoriam Guy Pedroncini (1924-2006), dans Guerres mondiales et conflits contemporains 2006/4 (no 224)
- Le ministère français de la guerre face à l'invention des frères Wright (1905-1906), dans Guerres mondiales et conflits contemporains 2009/1 (no 233)
- Le départ secret pour l'Afrique du nord des internés de l'établissement administratif de Pellevoisin, (décembre 1940 - janvier 1941), dans Guerres mondiales et conflits contemporains 2009/4 (no 236)
- Introduction, dans Guerres mondiales et conflits contemporains 2010/2 (no 238)
- La France face à trois révolutions technologiques : le moteur à réaction, le missile balistique et la bombe atomique, dans Guerres mondiales et conflits contemporains 2010/2 (no 238)
- L'effort de réarmement des États-Unis dans la première année du conflit coréen (1950-1951), dans Guerres mondiales et conflits contemporains 2010/3 (no 239)
- Un français à Peenemünde (mai-août 1943), dans Guerres mondiales et conflits contemporains 2010/4 (no 240)
- Général Paul Dassault : l'armement et les études techniques de l'État-Major de l'Armée (1931-1945), dans Guerres mondiales et conflits contemporains 2011/3 (no 243)
- Dassault Aviation : de la renaissance à une diversification cohérente, dans Entreprises et histoire 2013/4 (no 73)
- 1939-1940, L'armée de l'air française dans la tourmente : capitaine Antoine de Saint-Exupéry, pilote de guerre, dans Guerres mondiales et conflits contemporains 2013/1 (no 249)